# 安东尼·佳格
安東尼·"東尼"·佳格（英語：Anthony "Tony" Caig，1974年4月11日—），生于Cleator Moor，英格蘭前职业足球运动员，司職守門員，退役後擔任教練，現時效力英乙球會哈特普爾，出任守門員教練。

## 生平
東尼·佳格出身卡素爾，其後輾轉投效多支包括蘇超及英超球隊，一度到美國職業足球大聯盟球会侯斯頓戴拿模效力，於2009年3月10日重返英格蘭加盟英乙球隊車士打菲特。約滿後東尼·佳格轉投沃京顿，期間兼任母會卡素爾的守門員教練，於2010年夏季正式重返卡素爾擔任球員兼教練。

## 榮譽
卡素爾
- 英格蘭聯賽錦標冠軍：2010/11年；

## 外部連結
- （英文）足球数据库：东尼·佳格的球员统计数据